# NGC 3119
NGC 3119 је галаксија у сазвежђу Лав која се налази на NGC листи објеката дубоког неба.
Деклинација објекта је + 14° 18' 20" а ректасцензија 10h 6m 47,8s. Привидна величина (магнитуда) објекта NGC 3119 износи 14,3 а фотографска магнитуда 15,3. NGC 3119 је још познат и под ознакама CGCG 93-45, NPM1G +14.220, PGC 29381.